# Jacques Lefebvre
Pour les articles homonymes, voir Lefebvre.
Ne doit pas être confondu avec Jacques Lefèvre ou Jacques Lefevre.
François Gilbert Jacques Lefebvre est un banquier et homme politique français né à Riom le 1er mars 1773 et mort à Paris le 9 mai 1856.

## Biographie
Banquier, Jacques Lefebvre est régent de la Banque de France de 1817 à 1856, vice-président de la Caisse d'Épargne de Paris à partir de 1821, président de la Chambre de commerce de Paris de 1826 à 1828, puis de 1830 à 1832.
Le 24 novembre 1827, il fut élu député du collège de département de la Seine. Il soutint le ministère Martignac puis entra dans l'opposition constitutionnelle à l'avènement du ministère Polignac et signa l'adresse des 221.
D'abord hostile aux Trois Glorieuses, il ne tarda pas à se résigner devant le fait accompli et se rallia à la monarchie de Juillet, siégeant parmi les conservateurs ministériels. Avec le soutien du roi, il fut réélu député dans le 2e arrondissement de Paris successivement le 3 octobre 1831 en remplacement de Jacques Laffitte qui avait opté pour Bayonne, le 21 juin 1834, le 4 novembre 1837, le 2 mars 1839, le 9 juillet 1842.
À la Chambre des députés, il s'occupa particulièrement de questions financières, parla sur les douanes (1835), fut rapporteur du budget des cultes (1836) et du budget des dépenses (1838), combattit le remboursement des rentes (1839), prononça des discours sur l'organisation des tribunaux de commerce, sur la prorogation du privilège de la Banque de France, sur les sucres, sur les chemins de fer, contre le droit de visite (1842), sur les patentes, sur les caisses d'épargne, fut rapporteur du projet sur la conversion des rentes et conclut contre la proposition (1846). Il vota pour la dotation du duc de Nemours, pour les fortifications de Paris, pour le recensement, pour l'indemnité Pritchard, contre les incompatibilités, contre l'adjonction des capacités. 
Il passait pour le parangon de l’affairisme bourgeois. Selon Victor Hugo, Louis-Philippe aurait déclaré : « M. Guizot n’a pas peur de l’opposition, ni de la presse, ni des radicaux, ni des carlistes, ni des dynastiques, ni des cent mille hurleurs des cent mille carrefours de France, il a peur de Jacques Lefebvre. Que dira Jacques Lefebvre ? ».
Non réélu aux élections du 1er août 1846, il quitta la vie politique.
Il est inhumé au cimetière du Père-Lachaise (39e division).
Son fils Francis (1810-1879) est à son tour régent de la Banque de France (aussi chevalier de la Légion d'honneur).

## Source
- « Jacques Lefebvre », dans Adolphe Robert et Gaston Cougny, Dictionnaire des parlementaires français, Edgar Bourloton, 1889-1891 [détail de l’édition].